# Christian Worch
Christian Worch, né le 4 mars 1956, est considéré comme l'un des principaux cadres de la scène néonazi allemande. 
Militant condamné à plusieurs reprises, il est un fonctionnaire de divers groupes d'extrême droite, organisateur et orateur dans diverses manifestations nationalistes. De 2012 à 2017, il est président du parti d'extrême droite Die Rechte,.

## Activité dans l'extrême droite

### Aktionsfront Nationaler Sozialisten/Nationale Aktivisten
Depuis l'âge de 21 ans, Worch est politiquement actif dans le spectre des extrémistes de droite. En 1977, il devint connu comme un négateur de l'Holocauste, notamment grâce à l'action provocatrice du Hansabande dirigé par Michael Kühnen à Hambourg sous le slogan « Mes ânes croient que des Juifs ont été gazés en Allemagne ». Hors de l'organisation, l'Aktionsfront Nationaler Sozialisten (ANS) est apparu la même année. À ce moment-là, ils ont également maintenu des contacts avec les Wiking-Jugend, plus tard interdits.
Après l’arrestation de Kühnen en 1979, Worch a repris la direction de l’ANS et a rapidement mené une campagne de propagande.

### Freiheitliche Deutsche Arbeiterpartei
Après l’interdiction du Aktionsfront Nationaler Sozialisten/Nationale Aktivisten ANS/NA en 1983, Worch rejoint le Freiheitliche Deutsche Arbeiterpartei (FAP) (qui est également interdit) et en devient le président suppléant. Depuis 1984, il a également été impliqué dans l'Organisation de secours pour les prisonniers politiques nationaux et leurs proches, qui a été interdite en 2011.

### Nationale Liste
En 1989, Worch a fondé avec Thomas Wulff le parti Nationale Liste (NL).
Dans la nuit du 19 au 20 mai 1989, selon la version du Spiegel faisant référence à Office pour la protection de la Constitution de Hambourg, quatre membres d'un commandement spécial d'enquête de l'Antifaschistischen Aktion (Action antifasciste) de Hambourg, organisation estimée à 50 activistes, se sont déguisés en unité spéciale de la police, etont maîtrisé le couple Worch, les ont ligotés et ont emporté 50 dossiers, listes de membres et cartes d'adresses de la Liste nationale et de la scène néo-nazie. L'auto-désignation du groupe - en référence au MEK-Mobiles Einsatzkommando - était MAK - Mobiles Antifa Kommando,,,,,.
Au sein de la liste nationale, il a publié la revue Index jusqu'en septembre 1991, avec laquelle il a été particulièrement actif dans le domaine du travail dit Anti-antifa. Après la mort de Kuhnen en 1991, il assume avec Arnulf Priem et Gottfried Küssel la direction de la Gesinnungsgemeinschaft der Neuen Front  (GdNF). Worch est devenu connu comme l'organisateur faisant autorité des marches du GdNF et des marches commémoratives pour Rudolf Hess.